# Restytuowana wymowa łacińska
Wymowa restytuowana łaciny zwana też restitutą (łac. pronuntiatio restituta) nawiązująca do zwyczajów artykulacyjnych epoki klasycznej (I w. p.n.e. – I w. n.e.) została ustalona na podstawie badań lingwistyki porównawczej, inskrypcji (zwłaszcza wielojęzycznych), świadectw starożytnych gramatyków oraz analizy tekstów literackich.
Wymowa restytuowana jest niemal całkowicie zgodna z obecnie używaną łacińską pisownią (która, trzeba nadmienić, jest również restytuowana). Trzeba jednak zauważyć, że ponieważ alfabet został odziedziczony, a nie stworzony przez Rzymian, niektóre dźwięki są notowane tylko w przybliżeniu.
Wymowę restytuowaną definiuje się zazwyczaj jako reguły stanowiące zbiorek odstępstw od wymowy tradycyjnej. Dlatego niektóre z jej przepisów mogą się wydawać zbędne, szczególnie w tych miejscach, gdzie podkreślana jest – pozornie niepotrzebnie – jej zgodność z pisownią.

## Wymowa

### Samogłoski
Samogłoski 'a', 'e', 'i', 'o', 'u' wymawia się tak, jak w języku polskim. Samogłosek długich i krótkich albo nie odróżnia się wcale (co jest odstępstwem od zwyczajów klasycznych) albo, jeśli się je odróżnia, powinny się różnić od swych krótkich odpowiedników wyłącznie długością, a nie barwą. 'y' wymawiamy jak niemieckie 'ü' (u umlaut, IPA [y]). Jest to dźwięk wymawiany jak 'i', ale z wargami zaokrąglonymi jak do 'u'.

### Dwugłoski
Dwugłoski 'ae', 'oe', 'au', 'eu', 'ei', 'ui' wymawiać należy tak, żeby były słyszalne obydwa elementy i w tej kolejności, w jakiej są napisane. W praktyce dwugłoski 'au', 'eu', 'ei', 'ui' wymawia się tak, jak (odpowiednio) polskie 'ał', 'eł', 'ej', 'uj'.
Trudniejsze w artykulacji są dwugłoski 'ae' i 'oe'. Wymawia się je odpowiednio w sposób zbliżony do polskiego aj i oj, bardziej jak niemieckie ei (w wyrazie leider) oraz niemieckie eu (w wyrazie Europa) – chodzi o rozszerzenie drugiego elementu dyftongu w kierunku 'e'.
Trzeba zaznaczyć, że wymowa 'ae' i 'oe' jako czysto polskiego 'aj' i 'oj' jest dopuszczalna, ale archaizująca (nawiązuje do artykulacji II w. p.n.e. i czasów wcześniejszych).

### Półsamogłoski
- 'i' na początku wyrazu przed samogłoską oraz w pozycji interwokalicznej wymawiamy jak 'j' ('iam' wym. [jam], 'maior' wym. [major]); w starannej wymowie 'i' w pozycji interwokalicznej powinno brzmieć jak 'jj' ('maior' > [majjor]).

- 'u' (V) wymawiamy jak 'ł' (we współcześnie dominującej wymowie języka polskiego, czyli jako „u” niezgłoskotwórcze) przed samogłoską, albo jak 'u' w pozostałych przypadkach.

### Spółgłoski
W łacinie klasycznej nie występowały następujące dźwięki:
1. spółgłoski zwarto-szczelinowe (c, cz, dż)
2. spółgłoski szczelinowe dźwięczne (z, ż)
3. spółgłoska szczelinowa, wargowo-zębowa, dźwięczna 'w'

- C wymawiamy w każdej pozycji jak polskie 'k' (twardo, np. centum = kentum, nie centum, czentum czy sentum).
- F wymawiamy dwuwargowo (bardziej archaicznie) albo wargowo-zębowo.
- H jest zbliżone do polskiego 'h' (gardłowego, dźwięcznego), ale słabsze.
- NGU przed samogłoską wymawiamy 'ngł'.
- QU wymawiamy jak pol. 'kł'
- S wymawiamy zawsze jak 's' (causa wym. kausa, nie kauza)
- SU przed samogłoską wymawiamy jak 'sł'.
- TI wymawiany zawsze jak 'ti' (ratio wym. rati(j)o, nie racjo)
- X wymawiamy zawsze jak polskie 'ks' (examen wym. eksamen, nie egzamen)

W transkrypcji wyrazów greckich (i bardzo sporadycznie – pisowni wyrazów rodzimych) spotykamy też następujące połączenia:
- CH wymawiamy jak przydechowe 'k' (greckie 'chi' – Χ, х)
- PH wymawiamy jak przydechowe 'p' (greckie 'phi' – Φ, φ)
- TH wymawiamy jak przydechowe 't' (grecka 'theta' – Θ, θ)
- Z wymawiamy jak polskie 'dz' (grecka 'dzeta' – Ζ, ζ)

W praktyce spółgłoski aspirowane ('ch', 'ph', 'th') mogą być dla polskiego ucha trudno odróżnialne od nieaspirowanych [k], [p] i [t]. Dlatego dla podkreślenia przydechu dopuszczalna jest wymowa [kch], [pch] i [tch].
Postawiona za spółgłoską samogłoska 'i' nie zmiękcza jej i nie jest znakiem zmiękczenia. Innymi słowy układ 'spółgłoska + i' zawsze tworzy sylabę, inaczej niż w języku polskim (np. ratio dzieli się na sylaby ra-ti-o, a 't' należy tu wymawiać twardo).
Spółgłoski podwojone (tzw. geminaty) zawsze wymawiany podwójnie, a ściślej to z przytrzymaniem, tak jak w polskim 'wiNNy': accola wym. akkola (z akcentem na ak).
W wymowie restytuowanej nazwisko Cezara (Caesar) wymawia się kajsar; od tego właśnie wyrazu pochodzi zresztą niemieckie Kaiser.

## Akcent
Taki sam, jak w łacinie klasycznej.